# Rinca
Rinca, nota anche come Rincah o Rintja, (indonesiano: Pulau Rinca) è una piccola isola (198 km²) dell'Indonesia, situata nel Mar di Flores, che fa parte delle Piccole Isole della Sonda. Amministrativamente è parte della provincia di Nusa Tenggara Orientale

## Geografia
Rinca giace fra l'isola di Komodo, a ovest, e di Flores a est. L'isola è famosa per la presenza dei varani di Komodo, lucertole gigantesche che possono arrivare a tre metri di lunghezza. Rinca è popolata anche da molte altre specie animali, come maiali selvatici, bufali e vari uccelli. L'isola è raggiungibile con una piccola barca da Labuhan Bajo, sulla costa occidentale dell'isola di Flores.
Essendo l'isola meno nota (e meno visitata) di Komodo è un posto ideale per osservare i varani di Komodo nel loro ambiente naturale.
Nel giugno 2008, cinque subacquei (tre britannici, uno francese e uno svedese) sono stati trovati sulla costa meridionale di Rinca dopo essere scomparsi per 2 giorni. Il gruppo era andato alla deriva per 32 km dal punto dove avevano abbandonato la loro barca. Sono sopravvissuti mangiando crostacei e ostriche.